# 勒氏马先蒿
勒氏马先蒿（学名：Pedicularis legendrei）是列当科马先蒿属的植物，为中国的特有植物。分布于中国大陆的四川等地，生长于海拔2,200米的地区，多生在岩石上，目前尚未由人工引种栽培。